# Maison avenue Gillieaux
 (août 2021).
La maison avenue Gillieaux est une habitation unifamiliale situé dans la section de Montignies-sur-Sambre à Charleroi (Belgique). Elle est conçue en 1910 par les architectes Alfred et Jules Laurent.

## Architecture

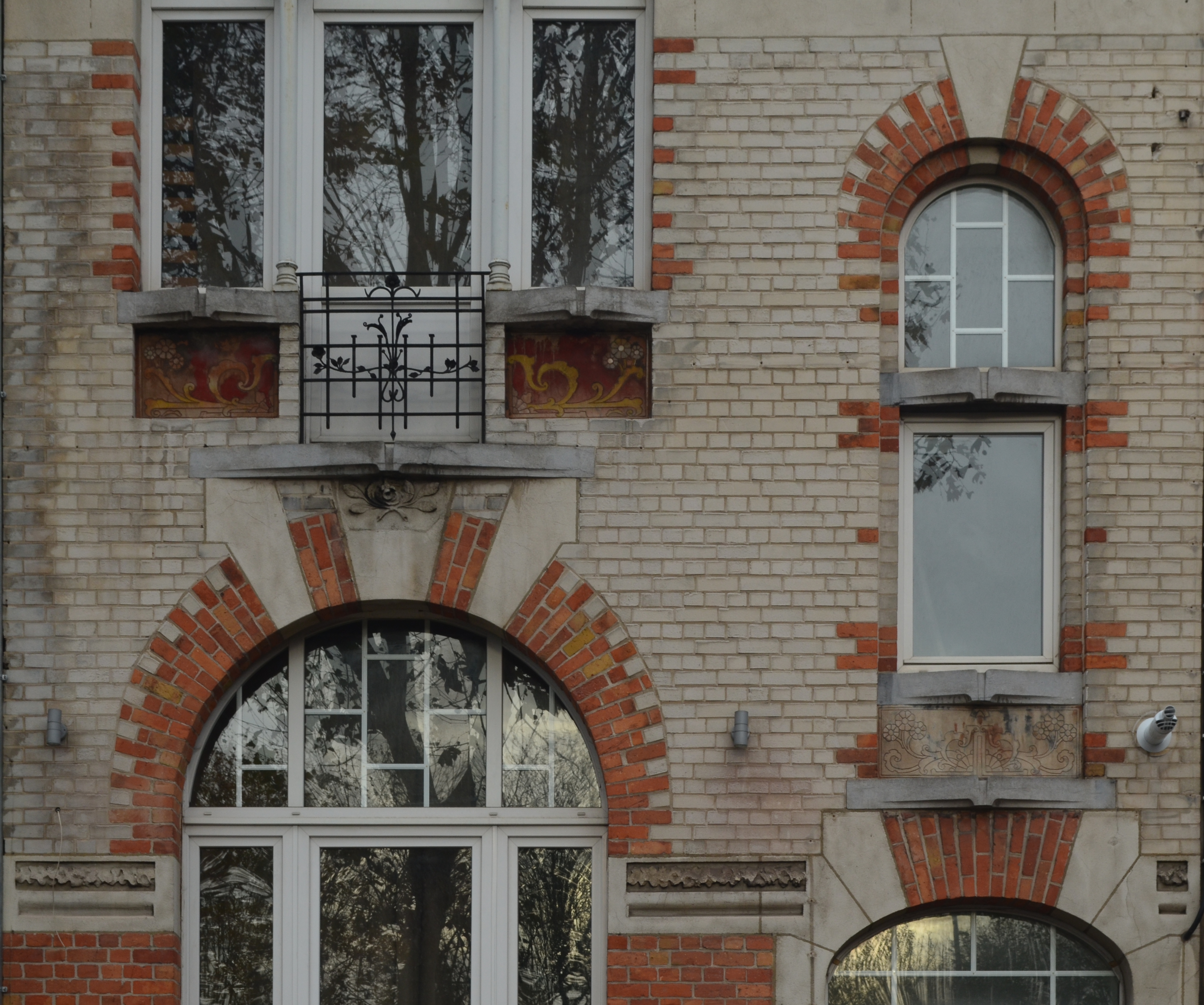
Détail façade.

Cette maison a été conçue par les architectes Alfred et Jules Laurent dans le style Art nouveau. La façade se caractérise par ses teintes grises et orangées, ses éléments en calcaire et ses moellons en grès du soubassement. Elle est subdivisée en deux travée avec des niveaux décalés, qui caractérisent les espaces de vie et la cage d'escalier. Les baies ont des formes variées et caractérisent la façade et par conséquent les différents espaces intérieurs. La travée principale casse la corniche concave en bois avec un pignon coiffé. Les chassîs de cette partie sont tripartits à tous les étages. Les éléments en fer qui ornent les deux balcons et les sgraffites des allèges caractérisent le style Art nouveau. Les motifs qui composent les différents éléments architecturaux sont d'inspiration florale et végétale.,.